# Tomas N'evergreen
Tomas N'evergreen, pe numele său real Tomas Christiansen (n. 12 noiembrie 1969, Aarhus, Danemarca) este un cântăreț danez de muzică pop/house, care în prezent trăiește și activează în Moscova, Rusia. El a reprezentat Danemarca la Eurovision 2010 împreună cu Christina Chanée cu melodia „In a Moment Like This”.
Tomas N'evergreen este cunoscut în special pentru single-ul "Since You've Been Gone", care s-a clasat pe primele locuri în topurile muzicale din Europa de est.

## Discografie

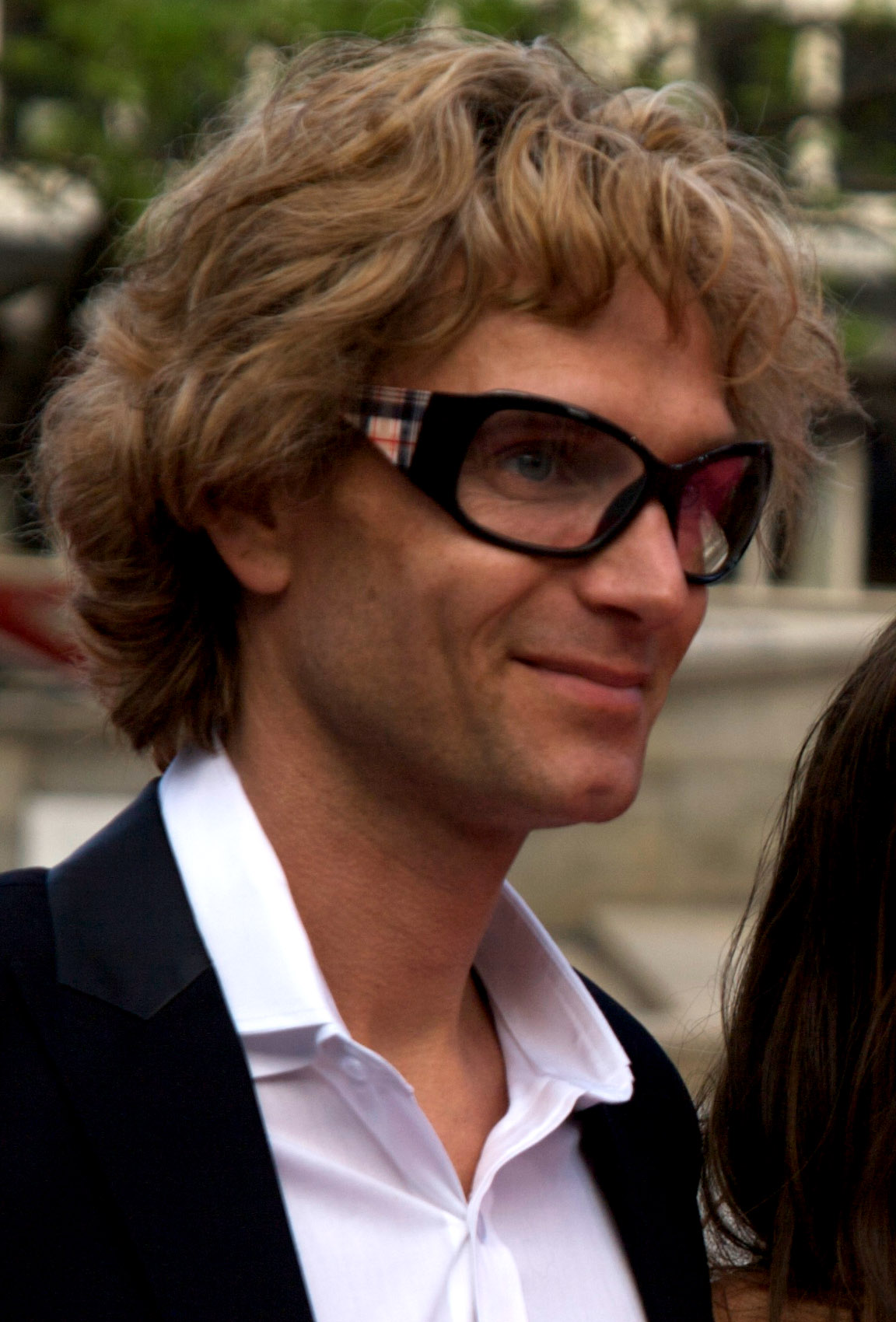
Tomas N'evergreen în 2010

### Albume

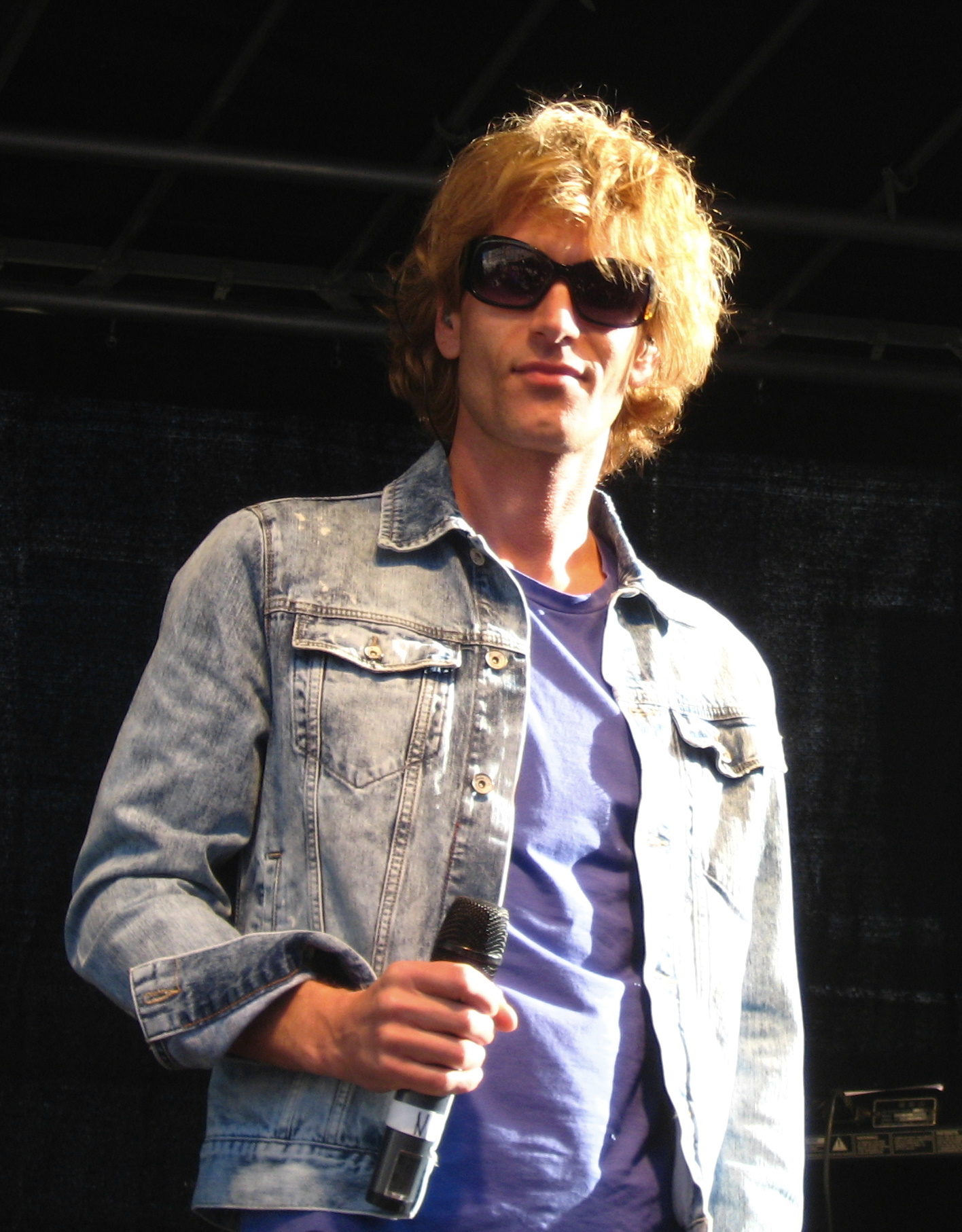
Tomas N'evergreen în Hjørring

#### Since You've Been Gone
(CD Baby) lansat: 2 octombrie 2003
- 1.	Since You've Been Gone
- 2.	Don't Give Up
- 3.	You're All I Ever Wanted
- 4.	Living On a Desert Island
- 5.	Never Forget
- 6.	I Play for You
- 7.	I Have Been Searching
- 8.	Every Time (I See Your Smile)
- 9.	If Only I Could Reach You
- 10.	You Never Gave Me Your Love
- 11.	I'll Never Let You Go
- 12.	You're All I Ever Wanted (Album Version)

#### In a Moment Like This
(My Way Music) lansat: 21 mai 2010, cu Christina Chanée
- 1.	In a Moment Like This
- 2.	See You Same Time Tomorrow
- 3.	Everytime I Look Into Your Eyes
- 4.	Head Over Heels
- 5.	All You'll Ever Need
- 6.	Here Comes the Rain
- 7. You're Not in Love
- 8.	One More Try
- 9. Give Me Back My Heart
- 10. How Can I Make You Love Me
- 11. Pick Up the Phone
- 12. Life Goes On
- 13. Sleepless
- 14. Making Miracles

### Single-uri
| An              | Titlu                                         | Album                  |
| --------------- | --------------------------------------------- | ---------------------- |
| 2003            | "Every Time (I See Your Smile)"               | Since You've Been Gone |
| 2003            | "Since You've Been Gone"                      | Since You've Been Gone |
| 2010            | "In a Moment Like This" (cu Christina Chanée) | In a Moment Like This  |
| Alte single-uri |                                               |                        |
| 2004            | "Just Another Love Song" (cu Polina Griffith) | —                      |
| 2005            | "She Believes in Gold"                        | —                      |

### Coloane sonore pentru filme
Coloane sonore pentru filme, conținând piese de ale lui Tomas N'evergreen:
- Humørkortstativsælgerens søn (Edel-Mega EMR 014159-2, 2002)
- All inclusive, или Всё включено! (Парадиз, 2012)
- Всё включено 2 (Парадиз, 2013)
- Любовь-морковь 2 (Реал-Дакота, 2008)

### Compilații
- N'evergreen apare pe albumul compilație Мой HiT #1.

## Videografie
- Every Time (I See Your Smile) (2000)
- Since You've Been Gone (2003)
- Just Another Love Song (2004)
- She Believes in Gold (2005)
- I Play for You (2007)
- In a Moment Like This (2010)
- Taina Bez Tain (Something About Secrets) (cu Kristina Orbakaite) (2011)
- Ay ay ay (cu Leonid Agutin) (2012)